# Agence nationale de sécurité du médicament et des produits de santé
Die Agence nationale de sécurité du médicament et des produits de santé (ANSM) (deutsch: Nationale Agentur für die Sicherheit von Arzneimitteln und Gesundheitsprodukten) ist die französische Behörde für Arzneimittelsicherheit mit Sitz in Saint-Denis. Sie besteht seit Mai 2012 und ist die Nachfolgeagentur der Agence française de sécurité sanitaire des produits de santé (Afssaps) (deutsch: Französische Agentur für die Sicherheit von Gesundheitsprodukten). Die Afssaps wiederum wurde im März 1999 gegründet. Die ANSM ist dem französischen Gesundheitsministerium unterstellt und hat den Rang eines Établissement public. Die französische Öffentlichkeit stand bei der Gründung der Afssaps unter dem Eindruck der Infektionen durch HIV-kontaminierte Blutprodukte.
Die ANSM hat alle Rechte, Aufgaben und Pflichten der Afssaps übernommen, zugleich wurden ihr jedoch auch einige neue Aufgaben zugeordnet. Ihre Mittel und Möglichkeiten sind gegenüber der Afssaps verbessert worden.

## Aufgaben

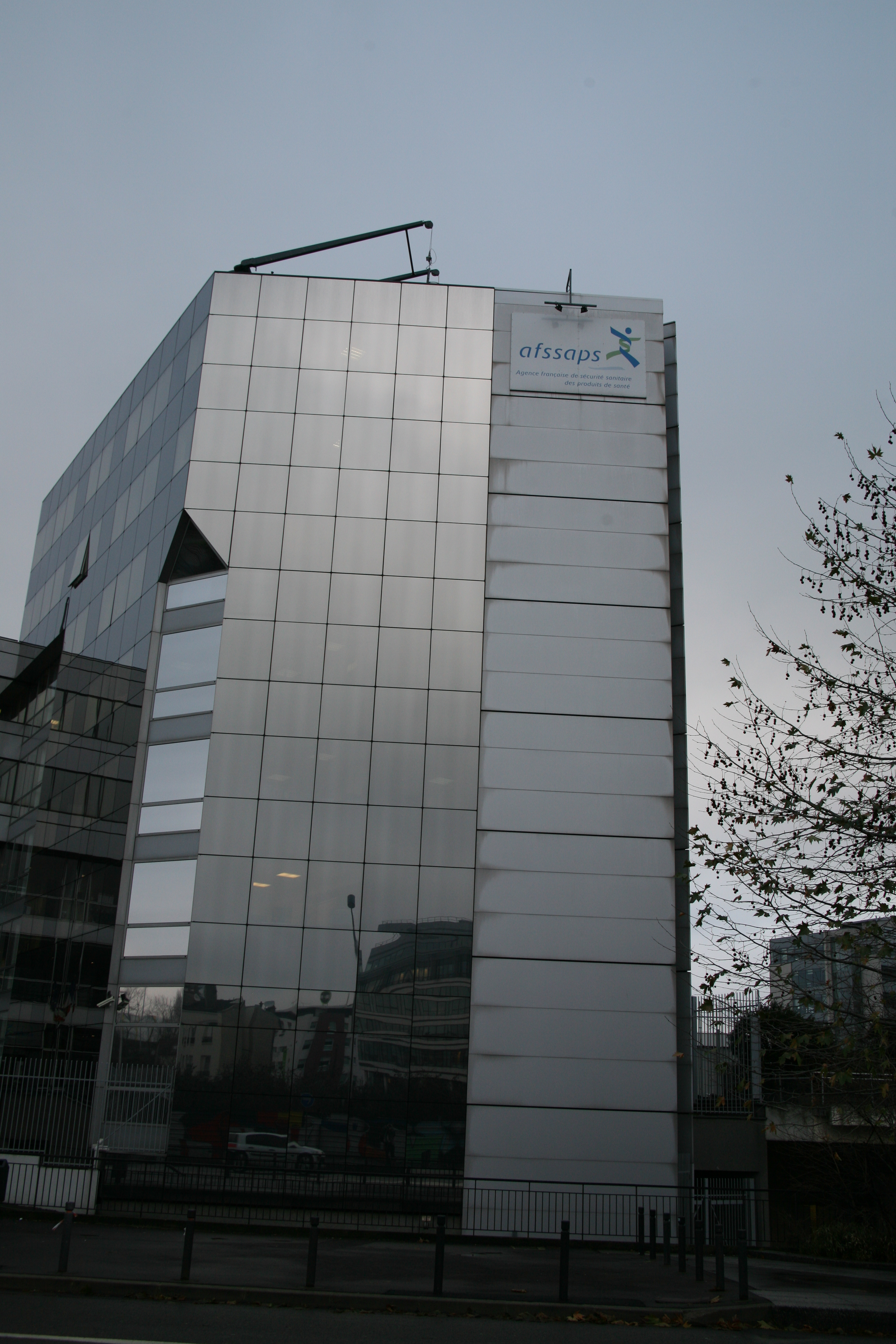
Das Gebäude der Afsapps (heute ANSM) in Paris

Die ANSM hat ihre Aufgaben von der Afssaps und letztere hatte sie von der ehemaligen Agence du médicament übernommen. Zu den Hauptaufgaben der Agence du médicament gehörte die Erfassung und Beurteilung von Gesundheitsrisiken und unerwünschten Arzneimittelwirkungen, die durch die Anwendung von Arzneimitteln entstehen können. Diese Kernaufgabe der alten Agentur wurde für die Afssaps um die Bereiche Wirkstoffe, medizinische Geräte, In-vitro-Diagnostika, biotechnologische Produkte, Blutprodukte, Organe, Gewebe und Zellen (Gentherapien und Zelltherapien), homöopathische Heilmittel und Kosmetika erweitert. Zusammen mit der Agence nationale chargée de la sécurité sanitaire de l’alimentation, de l’environnement et du travail und dem Institut de veille sanitaire war sie für die Umsetzung eines Gesetzes vom 1. Juli 1996 zuständig, das die Überwachung aller Aspekte der öffentlichen Gesundheit regelt. Im Rahmen dieser Aufgabe sorgte die Agentur dafür, dass die Sicherheit, Wirksamkeit, Qualität und der richtige Einsatz von Produkten aus dem Gesundheitswesen gewährleistet ist.
Der Artikel L-5311-1 des Gesetzes sieht folgende Kernaufgaben für die Agentur vor:
- Wissenschaftliche medizinisch-ökonomische Bewertung
- Überwachung von Laboren sowie der öffentlichen Gesundheit
- Inspektionen und Audits bei Herstellern von Gesundheitsprodukten
- Informationen der Fachkreise und der Öffentlichkeit.

Die ANSM ist für die Umsetzung eines Gesetzes vom 29. Dezember 2011 zuständig. Ihre Kernaufgaben sind:
- Allen Patienten einen gerechten Zugang zu Innovationen zu ermöglichen.
- Die Sicherheit von Gesundheitsprodukten während ihres ganzen Produktlebenszyklus zu gewährleisten, von der Entwicklungsstufe bis zur Überwachung während ihrer Zulassung.[3]

## Organisatorische Struktur

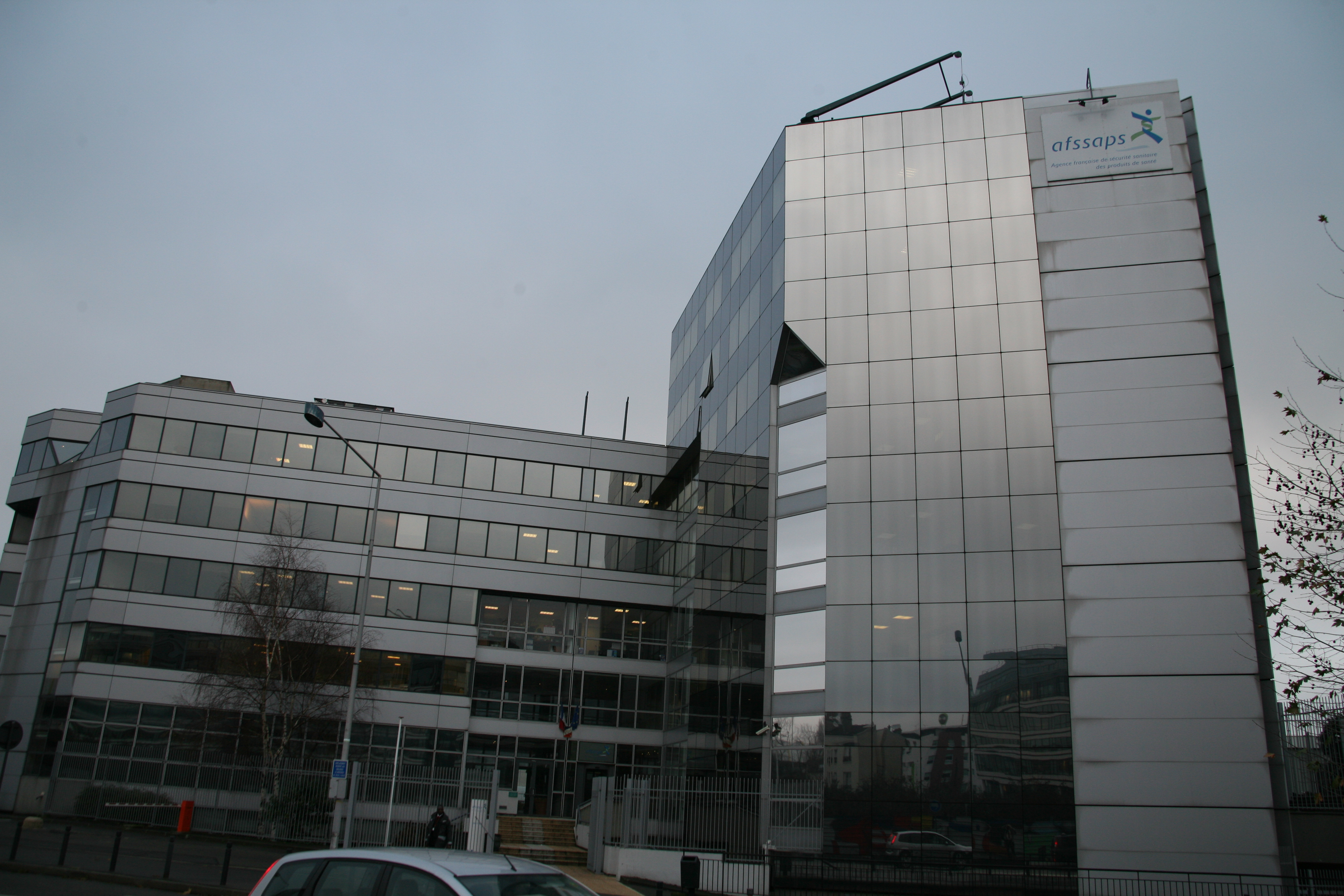
Volle Vorderfront des Gebäudes der Afsapps (heute ANSM)

Generaldirektor der Agentur ist Dominique Martin.
Die Agentur besteht aus 15 ständigen wissenschaftlichen Ausschüssen bzw. Expertenkommissionen:
- Ausschuss für instabile Blutprodukte und Blutspender
- Ausschuss für kardiovaskuläre Therapien und Risiken
- Ausschuss für dermatologische Medikamente
- Ausschuss für diagnostische und nuklearmedizinische Medikamente
- Ausschuss für Onkologie und Hämatologie
- Ausschuss für Sicherheit und Qualität von Medikamenten
- Ausschuss für die Sicherung der Verwendung von Medikamenten
- Ausschuss für Fortpflanzung, Schwangerschaft und Stillzeit
- Ausschuss für Pädiatrie
- Ausschuss für psychotrope Substanzen, Betäubungsmittel und Sucht
- Ausschuss für Überwachung und Pharmakovigilanz
- Ausschuss für Hämovigilanz
- Ausschuss für Materiovigilanz und Reaktovigilanz
- Ausschuss für die Verbindung zum Toxikovigilanz-Netzwerk
- Ausschuss für die Qualitätskontrolle von Medizinprodukten

Hinzu kommen der Informationsausschuss für Gesundheitsprodukte, Verbindungsausschüsse, temporäre Ausschüsse sowie die Ausschüsse für das französische Arzneibuch.

## Zusammenarbeit mit anderen Behörden
Die ANSM arbeitet eng mit verschiedenen anderen europäischen Behörden zur Umsetzung von EU-weiten Richtlinien und Gesetzen zusammen. So berichtet sie an die Europäische Arzneimittelagentur. Sie kooperiert aber auch mit anderen Behörden wie dem Bundesinstitut für Arzneimittel und Medizinprodukte in Deutschland, dem Medicines and Healthcare products Regulatory Agency oder dem Irish Medicines Board. Außerhalb der EU sind unter anderem die Food and Drug Administration (FDA) der Vereinigten Staaten und das japanische Ministerium für Gesundheit, Arbeit und Soziales Kooperationspartner.

## Kritik
In einem Buch mit dem Titel Santé, mensonges et propagande kritisierten Thierry Souccar und Isabelle Robard den Interessenskonflikt der Mitarbeiter der Afssaps. Von 675 befragten Personen gaben 415 (62,4 %) zu, dass sie schon von Pharmakonzernen, Kosmetikaherstellern und anderen Lobbyisten kontaktiert wurden. Die Autoren schlossen hieraus, das die Agentur von kommerziellen und nicht von öffentlichen Interessen geleitet wurde.
Im weltweiten Skandal um Brustimplantate der französischen Firma PIP wurden gegen die Afssaps Vorwürfe wegen Untätigkeit laut, da die US-amerikanische Behörde FDA bereits 2000 handelte. Diese verweist auf andere gesetzliche Regelungen sowie die Verantwortung des TÜV Rheinland für die CE-Kennzeichnung.

## Weblink
- Offizielle Website (französisch)